# Teichalm

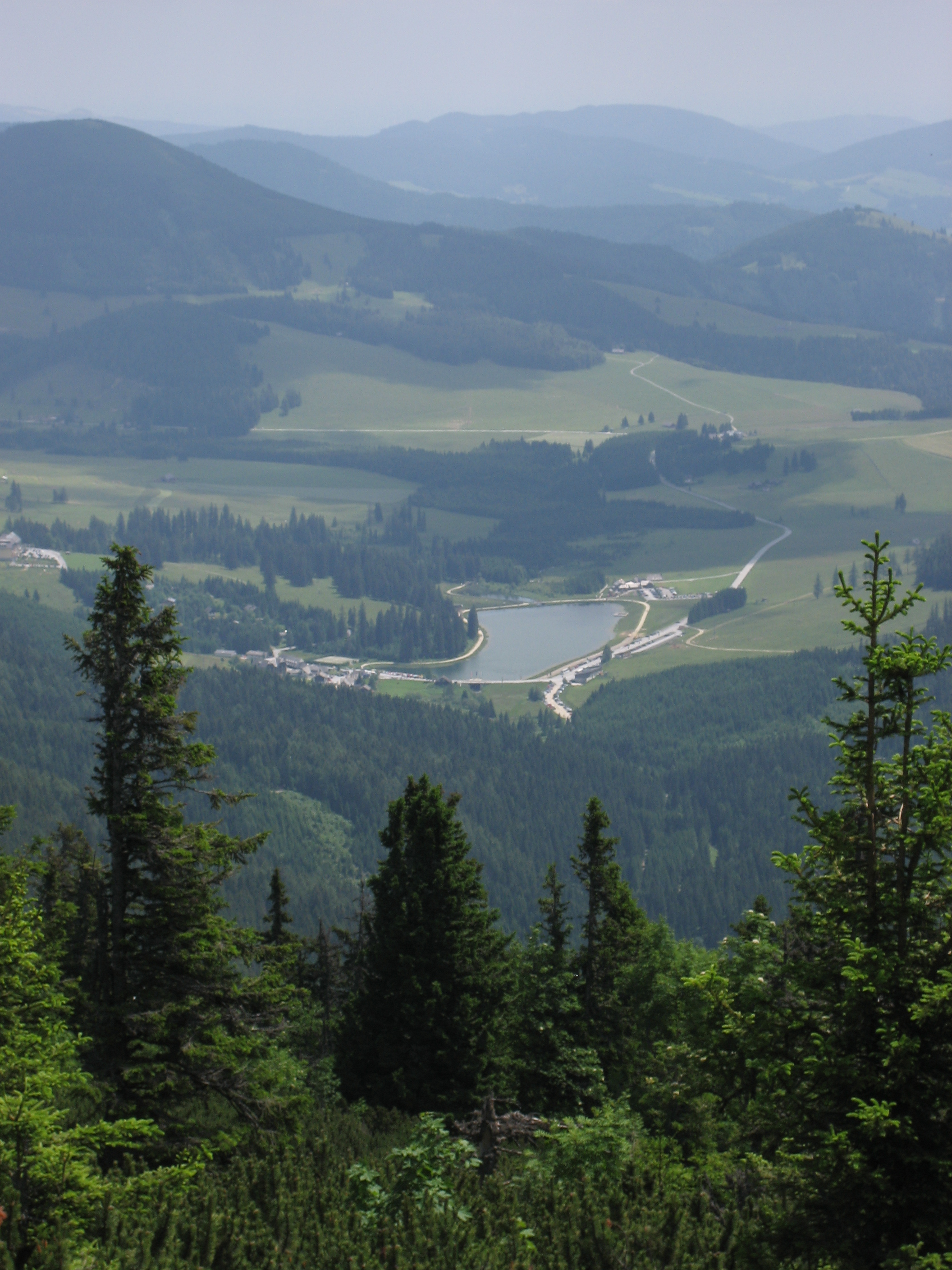
Teichalm, vom Gipfel des Hochlantsch gesehen

Teichalm und Sommeralm bilden eines der größten zusammenhängenden Almgebiete der Alpen. Es liegt in Österreich rund 30 km nordöstlich von Graz im Grazer Bergland und gehört zu den Gemeinden Fladnitz an der Teichalm, Passail und Sankt Kathrein am Offenegg. Die Teichalmregion ist das Kernstück des Steirischen Almenlands.

## Name
Neben der Bezeichnung Sommeralm wurde früher in Hinblick auf den Tourismus zum Teil auch Sommeralpe verwendet. Im bairischen Sprachgebiet ist Alm die übliche Bezeichnung für eine Bergweide, der alemannische Ausdruck ist Alpe.

## Geographie
Die Ost-West-Ausdehnung des Gebiets beträgt etwa 9 km, die Nord-Süd-Ausdehnung jedoch nur um die 2 km. Es handelt sich um eine Altlandschaft in Höhenlage, die durch den Mixnitzbach nach Westen entwässert wird. Dieser entspringt im Saugraben südwestlich des Plankogels und verläuft westlich der Teichalm zwischen dem Hochlantsch (1722 m) und der Roten Wand (1505 m). Den Höhenunterschied von der Teichalm (ca. 1200 m) zum Murtal (ca. 450 m) überwindet er in der Bärenschützklamm.
Der Mixnitzbach entwässert Richtung Mur, sämtliche andere Bäche und Flüsse entwässern in die Raab, die am Osser entspringt. Das Gebiet ist somit auch eine Wasserscheide.

## Geschichte
Die Rodung des heutigen Almgebietes erfolgte im ausgehenden Mittelalter. Der reichlich vorkommende Quarz und Kalk bildeten die Grundlage für die Glasherstellung; das Holz wurde als Brennmaterial benötigt. Erst in der Folge wurden die entstandenen freien Flächen für die Viehweide genutzt.
Das ganze Almgebiet Teichalm und Sommeralm ist in etwa 150 einzelne Almen aufgeteilt. Diese sind meist im Besitz von Agrargemeinschaften und anteilsmäßig auf die teilhabenden Bauern aufgeteilt. Die Besitzstrukturen sind sehr persistent, sie haben sich in den letzten Jahrhunderten kaum geändert.

## Geologie
Der Untergrund des ganzen Gebiets gehört zum Grazer Paläozoikum, einer Kalkdecke, die südlich von Graz von den tertiären Ablagerungen verdeckt ist, im Norden aber bis zum Hochlantsch ansteigt. Unmittelbar an dessen Gipfel bricht diese steil nach Norden hin ab.

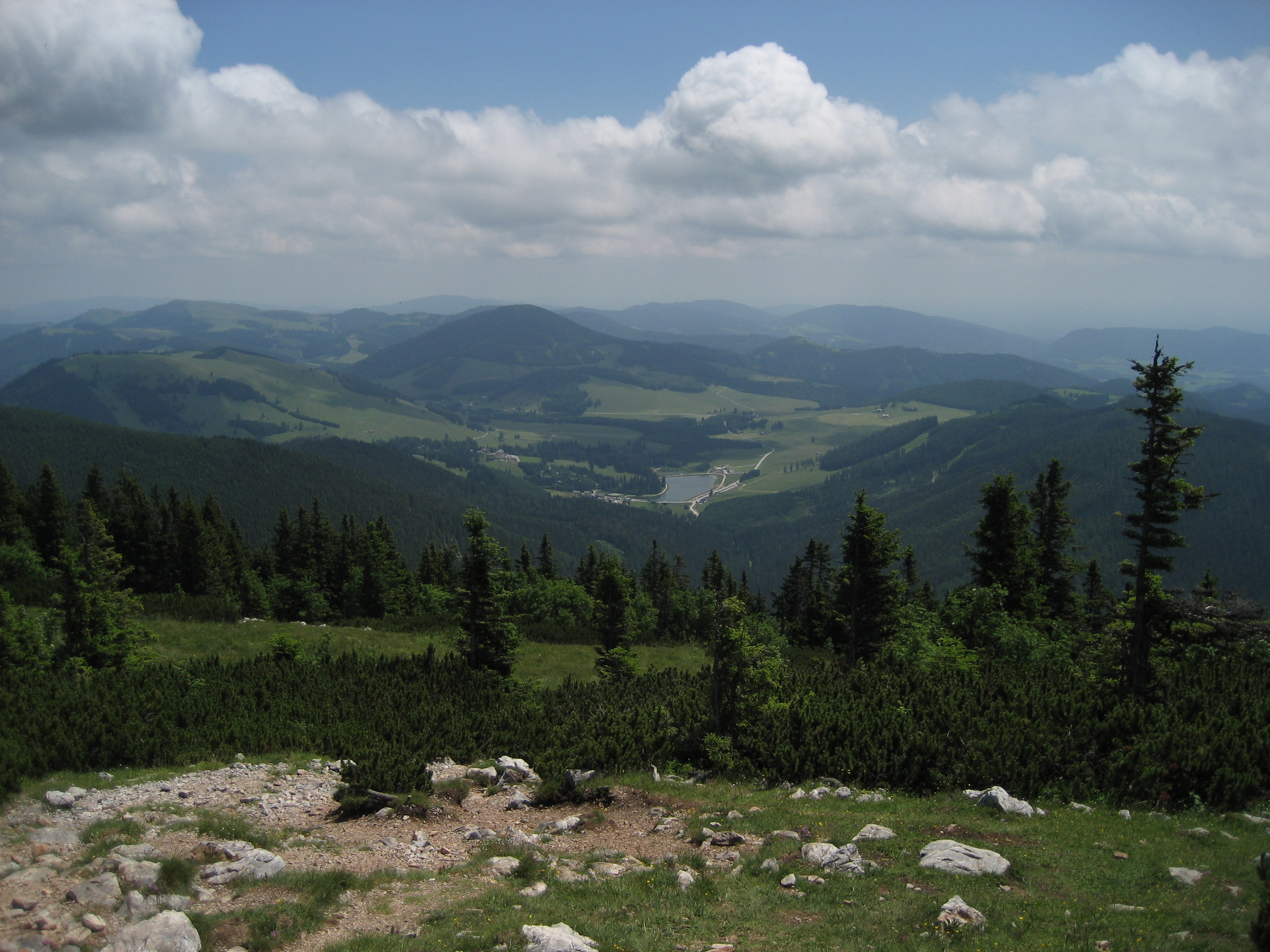
Teichalm, vom Gipfel des Hochlantsch aus gesehen

## Sehenswerte Naturschönheiten
- Hochlantsch (1720 m): höchster Gipfel des Grazer Berglandes
- Bärenschützklamm: auf Steigleitern begehbare, wasserführende Klamm
- Drachenhöhle bei Mixnitz: 550 m tief, von Mixnitz im Murtal aus erreichbar
- Moorlehrpfad beim Teichalmsee[2]
- Plankogel (Grazer Bergland) (1531 m) an der Sommeralm

## Erreichbarkeit

### Öffentliche Verkehrsmittel
Das Gebiet wird nur an Wochenenden während der Sommerferien mit Regiobus-Linien bedient.
- Linie 167 (Dr. Richard Steiermark): Bruck an der Mur – Mixnitz (Bahnhof Mixnitz-Bärenschützklamm) – Breitenau – Teichalm – Sommeralm (dreimal täglich nur an Samstagen, Sonn- und Feiertagen während der Sommerferien)
- Linie 205 (Österreichische Postbus AG): Weiz – St. Kathrein am Offenegg – Sommeralm – Teichalm (dreimal täglich nur an Samstagen, Sonn- und Feiertagen während der Sommerferien)
- Linie 216 (Österreichische Postbus AG): Frohnleiten – Fladnitz an der Teichalm – Sommeralm – Teichalm (viermal täglich nur an Samstagen, Sonn- und Feiertagen während der Sommerferien)

Die Fahrpläne dieser Linien sind auf der Website des steirischen Verkehrsverbundes als PDF-Dateien verfügbar und können in der BusBahnBim-Auskunft abgefragt werden.

### Auto
Landesstraßen führen vom Süden von Fladnitz an der Teichalm, von Norden aus der Breitenau, und von Osten von St. Kathrein am Offenegg auf die Teichalm bzw. Sommeralm.

## Tourismus

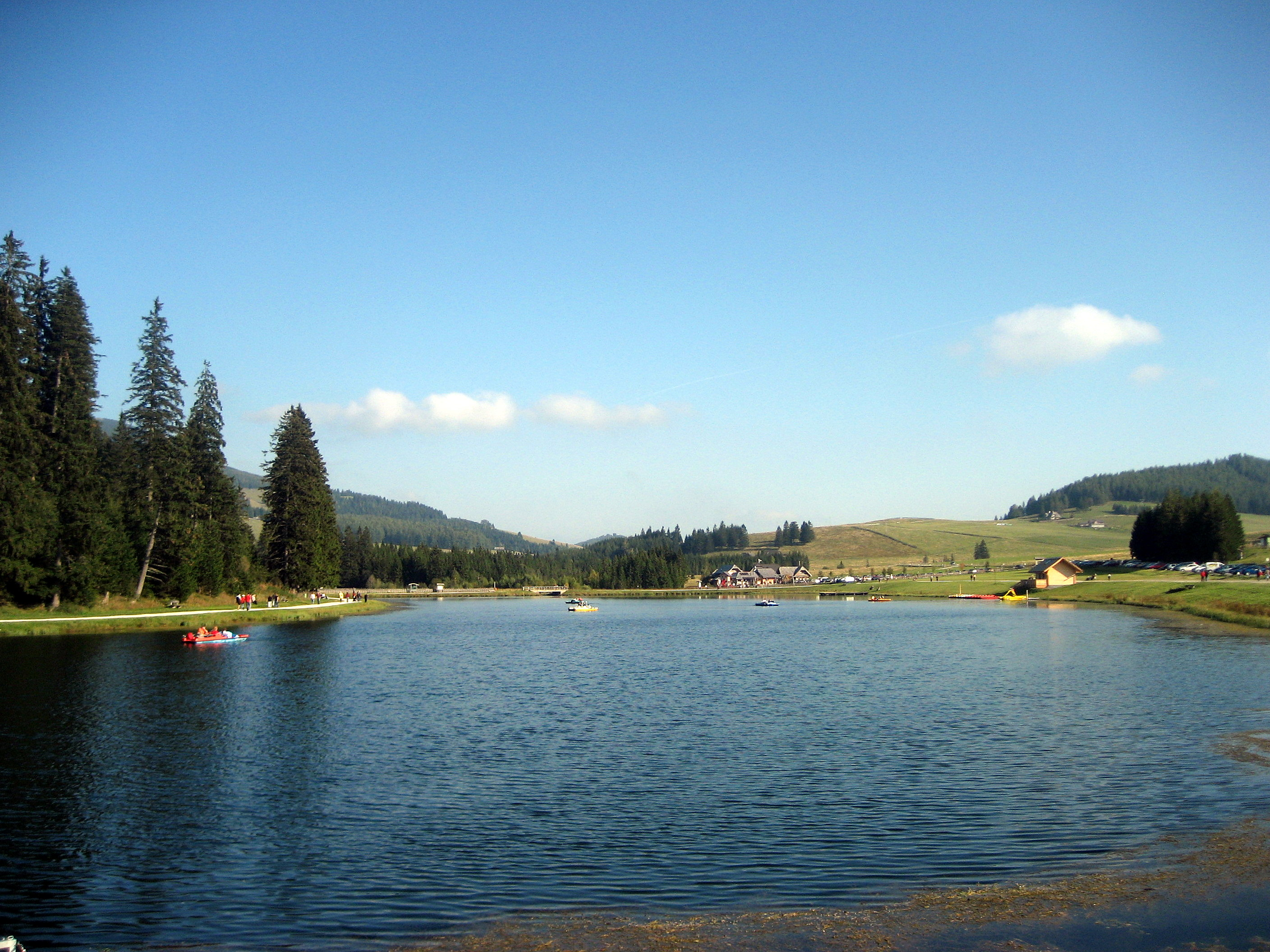
Teichalmsee im Naturpark Almenland

Neben den Naturschönheiten bietet das wenig vom Tourismus berührte Gebiet den Teichalmsee, der mit Tretbooten befahren werden kann. An diesem liegt auch der Teichwirt, der ein touristisches Zentrum der Teichalm darstellt, und die Latschenhütte.
Als Wanderziele bieten sich der Hochlantsch und die Bärenschützklamm an, wobei der Aufstieg jedoch von der Breitenau oder Mixnitz aus spektakulärer ist als von der Teichalm. Reizvoll ist auch die Wanderung über die Tyrnauer Alm zur Roten Wand (für Groß und Klein geeignet).
Der Almenland-Wanderweg führt von der Teichalm über die Sommeralm bis auf die Brandlucken (Gehzeit etwa 3 Stunden). Die Sommeralm liegt auch am Mariazellerweg 06, der Richtung Straßegg weiterführt sowie am Zentralalpenweg 02, welcher von hier nach Westen zur Bärenschützklamm verläuft.
Im Winter stehen die Schlepplifte Teichalm-, Holzmeister- und Pirstinger Lift  zur Verfügung.